# بیبی (فیلم)
«نوزاد» (انگلیسی: Baby (2007 film)) یک فیلم است که در سال ۲۰۰۷ منتشر شد. از بازیگران آن می‌توان به تزی ما و کنت چوی اشاره کرد.